# Dzmitryj Nabokaŭ
Dzmitryj Sjarheevič Nabokaŭ (in bielorusso Дзмітрый Сяргеевіч Набокаў?; Bjalyničy, 20 gennaio 1996) è un altista bielorusso.

## Carriera
Si affaccia alle competizioni sportive nel 2012, nel 2014 gareggia internazionalmente ai Mondiali juniores di Eugene conquistando il secondo posto. Nel 2016, partecipa alla sua prima edizione dei Giochi olimpici a Rio de Janeiro. Nel 2018, saltando una misura di 2,36 m e stabilendo un nuovo record nazionale, Nabokaŭ si aggiudica di diritto la partecipazione agli Europei di Berlino. Competizione in cui figurerò all'ultimo il connazionale Maksim Nedasekau, che aveva saltato una misura inferiore. Nel 2019, dopo aver partecipato ai Mondiali in Qatar, senza andare oltre le qualificazioni, viene temporaneamente sospeso dall'attività agonistica essendo risultato positivo al furosemide.

## Palmarès
| Anno | Manifestazione    | Sede           | Evento        | Risultato | Prestazione | Note                          |
| ---- | ----------------- | -------------- | ------------- | --------- | ----------- | ----------------------------- |
| 2014 | Mondiali juniores | Eugene         | Salto in alto | Argento   | 2,24 m      | Miglior prestazione personale |
| 2015 | Europei juniores  | Eskilstuna     | Salto in alto | 10º       | 2,05 m      |                               |
| 2016 | Europei           | Amsterdam      | Salto in alto | 23º (q)   | 2,09 m      |                               |
| 2016 | Giochi olimpici   | Rio de Janeiro | Salto in alto | 43º (q)   | 2,17 m      |                               |
| 2017 | Europei under 23  | Bydgoszcz      | Salto in alto | Oro       | 2,24 m      |                               |
| 2019 | Mondiali          | Doha           | Salto in alto | 18º (q)   | 2,26 m      |                               |
| 2021 | Giochi olimpici   | Tokyo          | Salto in alto | 14º (q)   | 2,25 m      |                               |

## Altre competizioni internazionali
2019
- Argento agli Europei a squadre ( Sandnes), salto in alto - 2,18 m